# Basílica de Nuestra Señora de los Ángeles (Cartago)
La Basílica de Nuestra Señora de los Ángeles es un templo católico de la ciudad de Cartago, Costa Rica y el Santuario principal de Costa Rica, dedicado a Nuestra Señora de los Ángeles.

## Historia

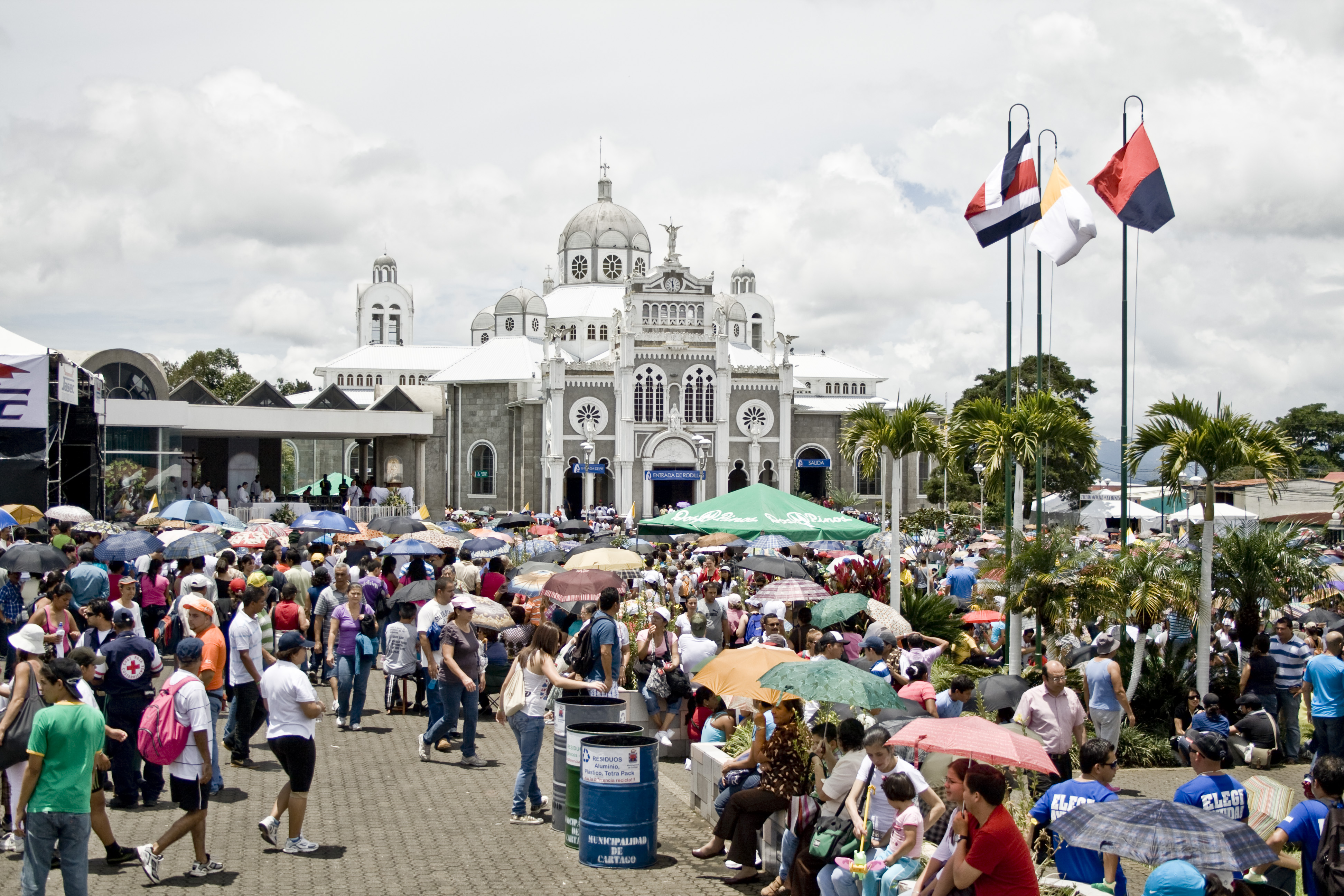
Fieles congregados frente a la basílica en la romería de 2011

La Basílica se encuentra en el mismo lugar donde, según la tradición popular, una humilde joven "mulata" denominada Juana Pereira, del barrio marginal conocido como La Puebla de los Pardos, encontró en 1635 sobre una gran roca, una imagen de piedra de la Virgen de los Ángeles, advocación por medio de la cual, los fieles pronto atribuyeron numerosos milagros de parte de Dios, y cuya devoción sobrepasó las fronteras de Cartago llegando a todo el territorio de Costa Rica.
En ese tiempo, el cura de Cartago era el padre Baltazar de Grado (según parece, el primer sacerdote nacido en Costa Rica), auxiliado por el padre Alonso de Sandoval y siendo monseñor Fernando Núñez Sagredo el obispo de Nicaragua y Costa Rica. La administración del gobernador español de esa época Gregorio de Sandoval Anaya y González de Alcalá, se caracterizó por establecer varias iglesias en “pueblos de indios” en los alrededores de Cartago, y la ermita de la Puebla de los Pardos sería obra suya. En el sitio se construyó una ermita, a la cual sustituyeron después templos de mayor solidez y capacidad, especialmente el edificado en 1675. Fue erigido en Basílica durante el episcopado de Monseñor Anselmo Llorente y Lafuente, primer obispo del país.
Para 1777 se inicia la elaboración del altar actual, razón por la cual se encuentran las tallas con estilizadas hojas rodeando una talla de mazorca de cacao grande y debajo de esta una incipiente o en crecimiento. A los dos lados están tallados unos canastos de frutos que son una alegoría a la abundancia de favores, milagros y alimento para sus feligreses. La cúpula es, en realidad, una enorme corona en la que se ve el anagrama de la Virgen María y cuyo remate final es la imagen de San Miguel Arcángel, venciendo al demonio. 
El terremoto del 4 de mayo de 1910 arruinó el templo, que fue reemplazado pocos años después por otro de considerables dimensiones, de estilo bizantino. Se comenzó a construir en 1912. El arquitecto encargado de diseñarlo fue Luis Llach Llagostera. En julio de 1935, el papa Pío XI eleva al rango de Basílica el Santuarío de Nuestra Señora de los Ángeles. En abril de 1944, monseñor Víctor Manuel Sanabria Martínez erige el Santuario como «Parroquia de Nuestra Señora de los Angeles».
Actualmente, el Santuario de Cartago es el principal centro de peregrinación religiosa de Costa Rica para el pueblo católico costarricense e incluso centroamericano, especialmente con motivo de la festividad de la Virgen de los Ángeles, que se celebra el 2 de agosto.

## Cripta de la Basílica
Cuando se construyó la Basílica, se conservó el lugar y la piedra misma donde se dice fue hallada la imagen de La Negrita, quedando la roca en la cripta subterránea del templo, semi "empotrada" al final de la bóveda. Los peregrinos llaman comúnmente a la cripta como "la gruta de la piedra". Dicha roca mide aproximadamente 170 centímetros de largo, y 120 centímetros de alto desde la base del suelo.
Antiguamente se bajaba y subía del lugar por unos estrechos escalones situados dentro de una capilla al lado del altar mayor, pero en el 2004 se remodeló el acceso al recinto (dejando intacto el mismo lugar de la piedra), sobre todo para que personas enfermas, o con algún tipo de discapacidad pudieran ingresar al lugar, quedando dicho acceso ya no dentro del templo, sino atrás de este.
En la cripta, también se encuentra la sala de exvotos, lugar donde los fieles dejan una pequeña medalla con la forma de una parte del cuerpo de la que creen fueron sanados por Dios gracias a la mediación de la Virgen María, o un recuerdo del milagro. 
También, en una urna, puede verse una pequeña estatua en honor a la trabajadora, humilde y desdichadamente olvidada mujer que encontró la imagen, y a quien como un homenaje a todas las campesinas de la época, se le llamó Juana Pereira.
En el pasillo desde la entrada, pueden verse cuadros religiosos con las imágenes de las otras advocaciones marianas de los países americanos.

## El manantial
Al igual que sucede en el Santuario de Lourdes en Francia, donde existe un manantial bajo la gruta en que se dice se apareció la Virgen María, también en el Santuario de Cartago, a un lado de la piedra del hallazgo, se encuentra una naciente de agua, la cual, es muy apreciada por los fieles, pues la creen bendita, y que para estar a disposición de ellos, se canalizó por medio de una cañería interna a unos cuantos metros afuera de la Basílica, en lo que se conoce como la pileta o fuente de agua bendita, donde los creyentes beben y recogen dicha agua en botellas y algunos se lavan partes o todo el cuerpo, para pedir un favor o sanación física y espiritual.

## La Romería y La Pasada

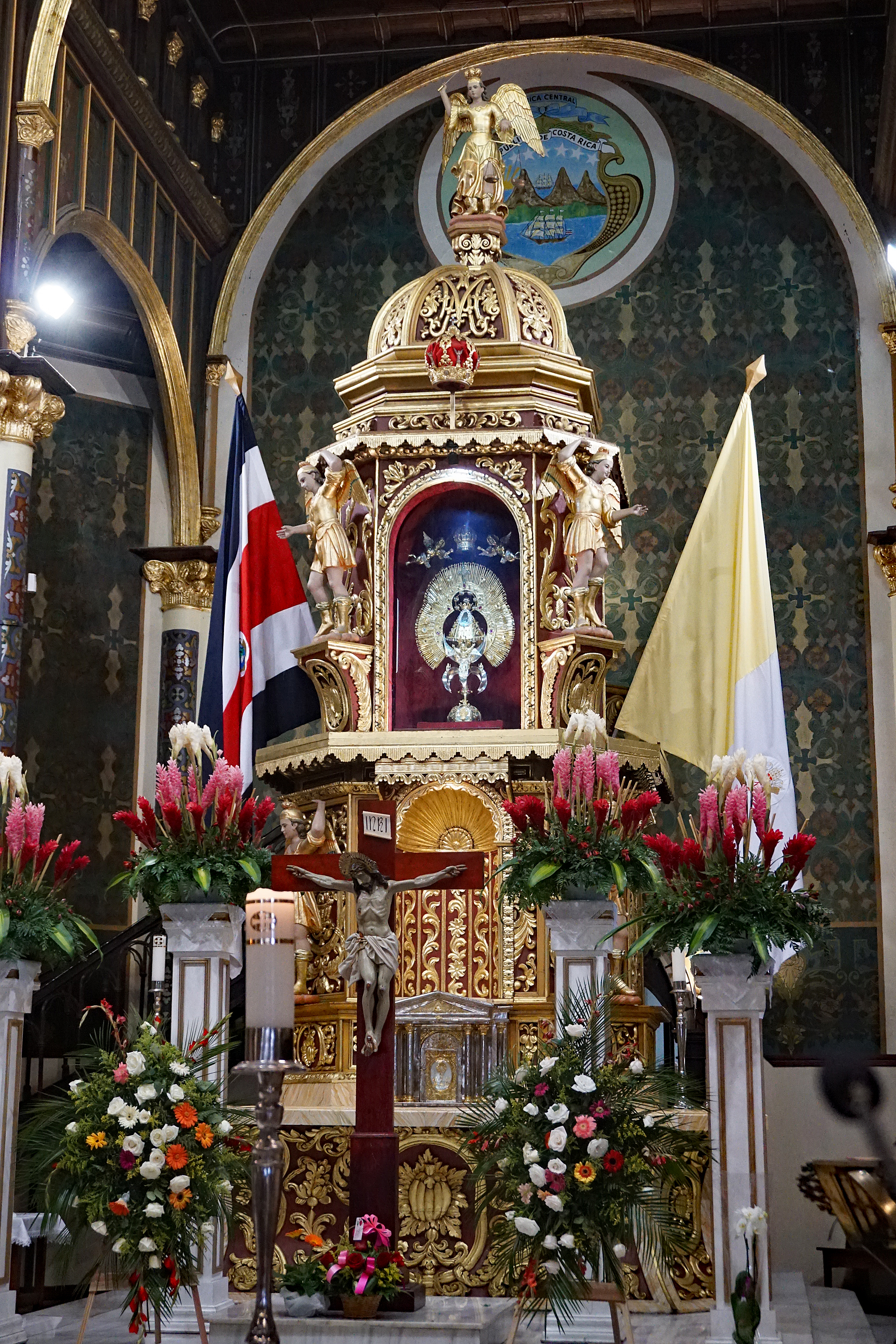
Virgen de los Ángeles en el altar principal de la Basílica

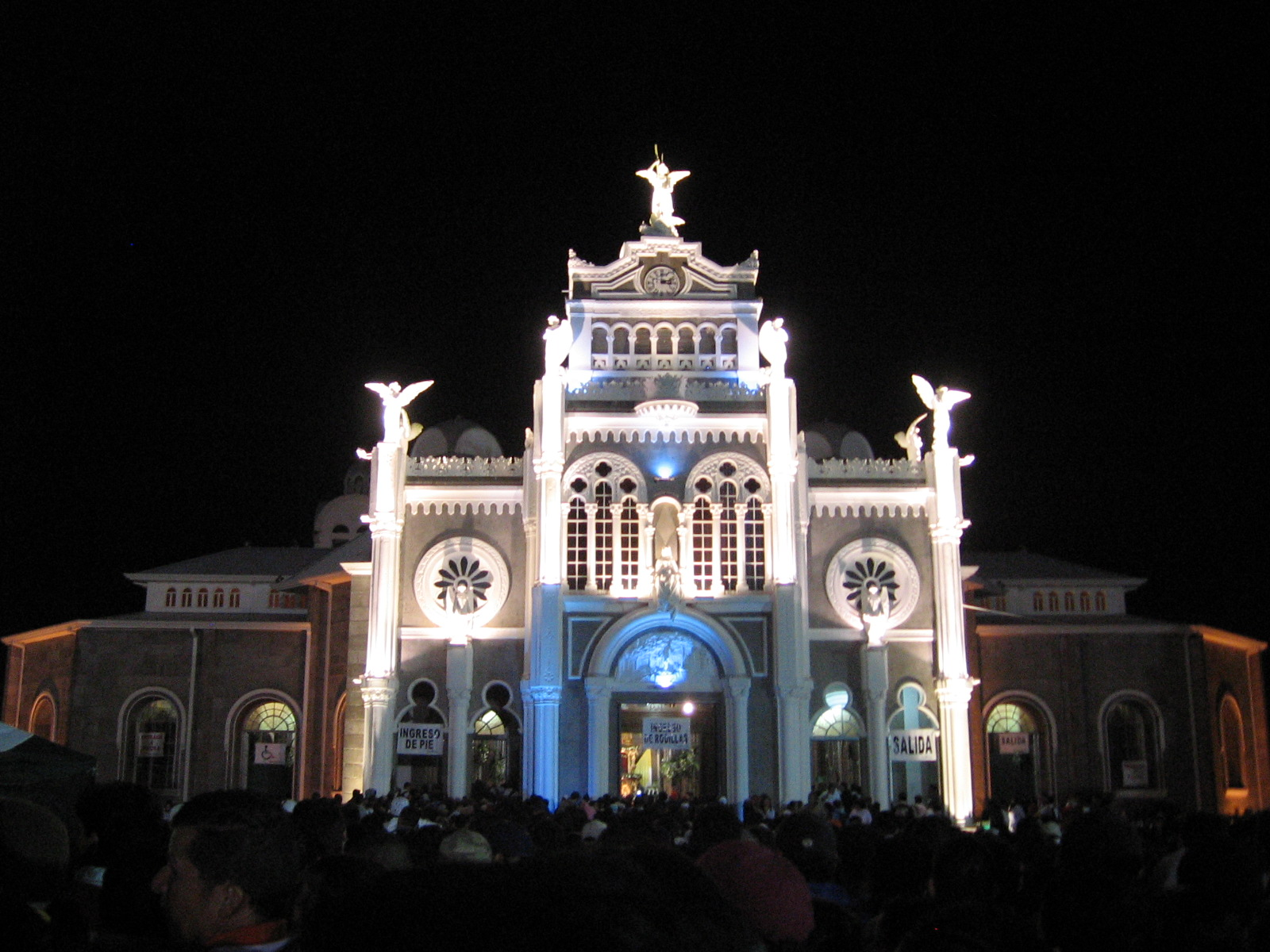
La basílica de Cartago en la noche

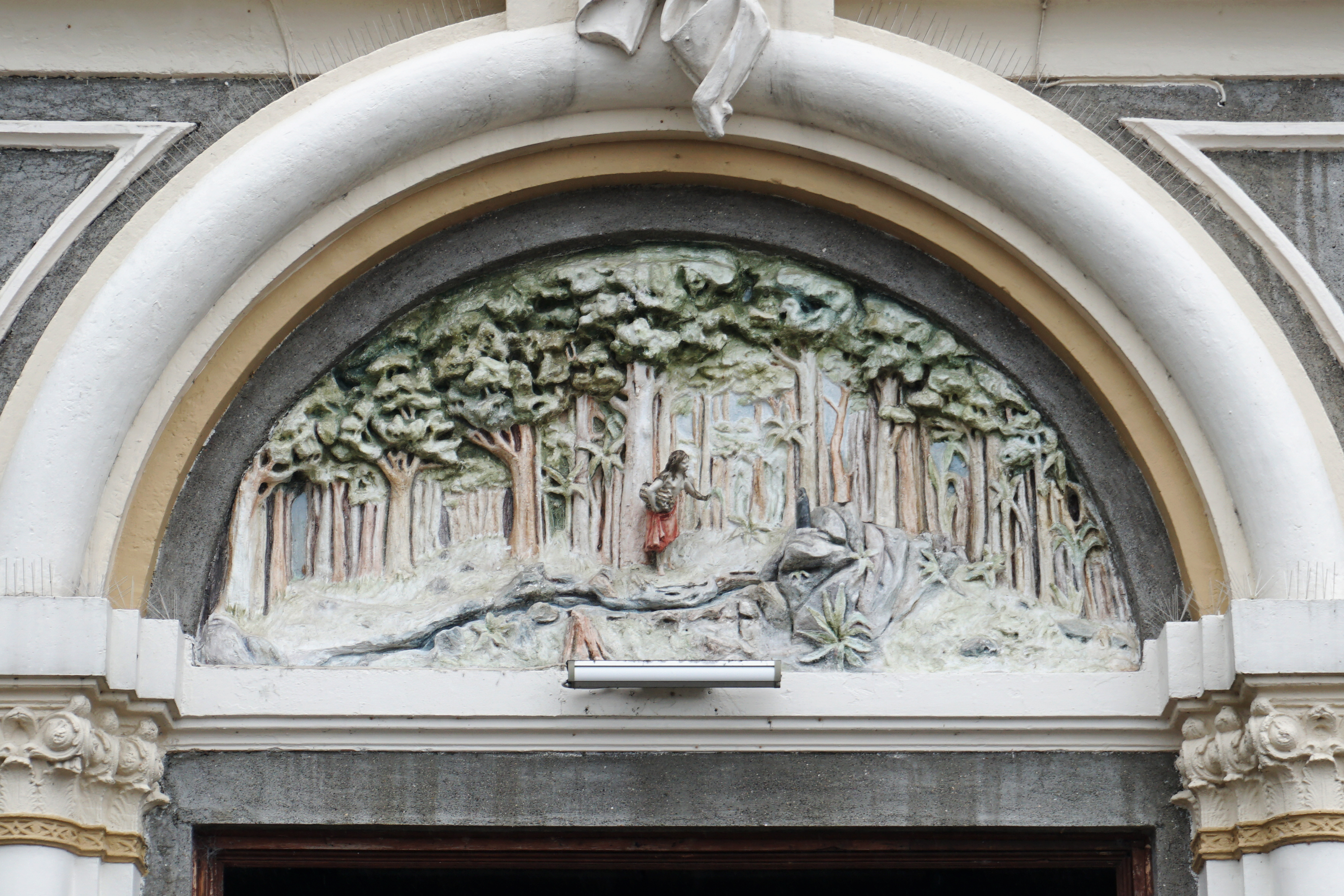
Hallazgo de la imagen de la Virgen.Relieve sobre el dintel de la entrada principal de la Basílica

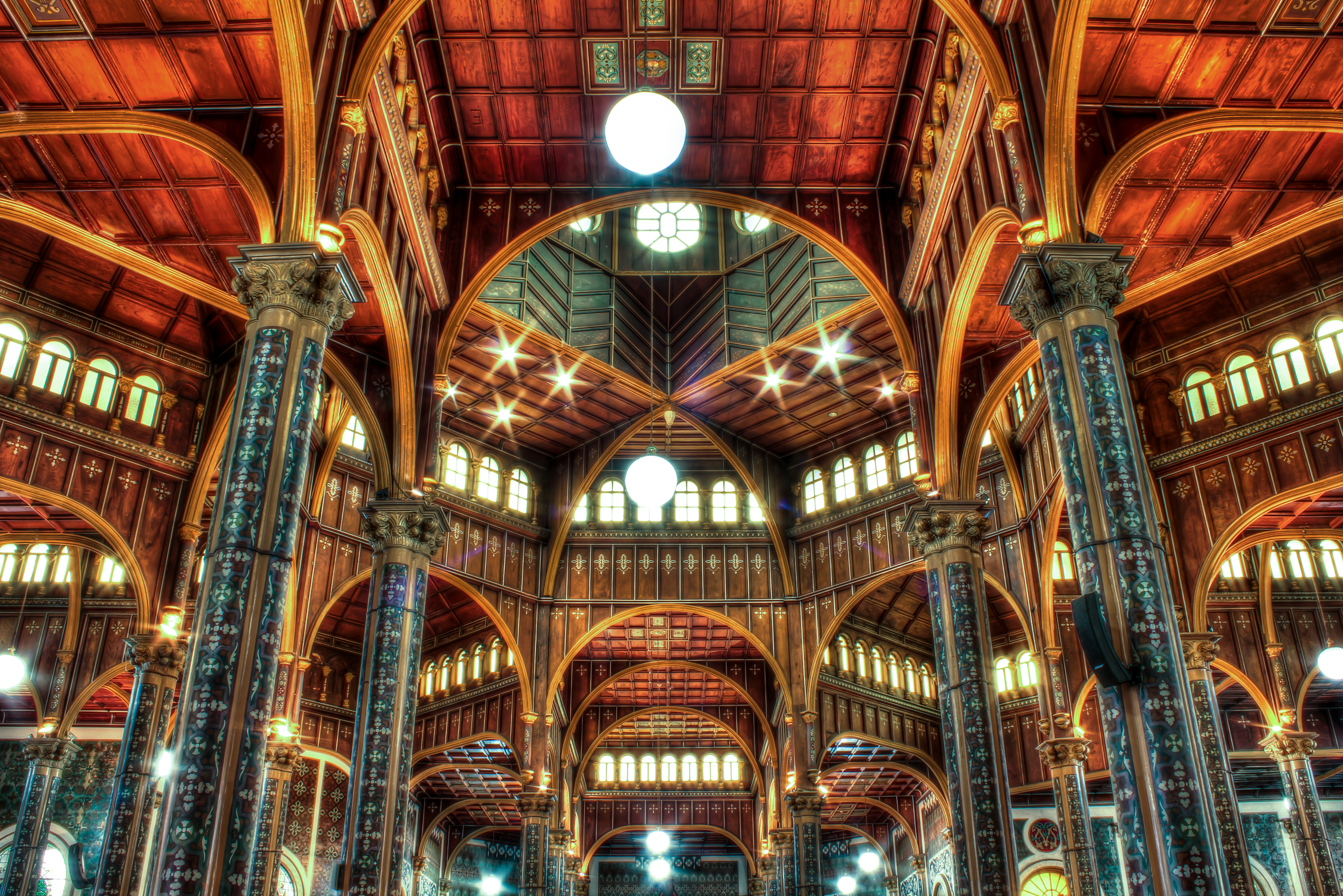
Vista del interior de la basílica: columnas y estructura del techo

Desde el inicio de la novena a Nuestra Señora de los Ángeles el 23 de agosto, pero principalmente el primero de agosto de cada año, en la víspera de la fiesta de La Negrita , miles de personas acuden  al centro religioso en lo que se llama una "romería", en agradecimiento o petición de favores.
Se calcula que cada año, dos millones de personas participan en la romería. Dicha romería consiste en caminar desde donde uno viva, hasta la Basílica. En el caso de los habitantes de la capital costarricense, esa caminata comprende poco más de 20 km de terreno montañoso (hay que cruzar el Cerro de Ochomogo), pero también muchos romeros caminan cientos de kilómetros desde otras partes lejanas del país como por ejemplo de Guanacaste o San Vito (Coto Brus), también los habitantes de Cartago lo que hacen (generalmente) es viajar en autobús a San José y caminar hasta la Basílica de Cartago. Al llegar a la Basílica los peregrinos, venciendo el cansancio y dolor físico, entran de rodillas hasta el altar principal, donde está la pequeña imagen que ofrece a su Hijo.
Es común observar gente de todas las edades, niños en brazos de sus padres, jóvenes e incluso adultos mayores. Muchas personas también optan por dormir en tiendas de campaña en la plazoleta del Santuario, o en jardines y parques de Cartago ante la saturación de los servicios de transporte. La Cruz Roja costarricense establece puestos de control a lo largo del recorrido para velar por la salud del romero.
El primero de agosto se realiza la tradicional ceremonia de la vestición de la imagen, donde se le prueba varios vestidos con bordados significativos. La mañana del propio 2 de agosto se celebra la solemne misa en honor a Nuestra Señora Reina de Los Ángeles en la plazoleta de la Basílica, donde concurren los seminaristas, sacerdotes, obispos, religiosas, mandatarios y por supuesto gran cantidad de fieles.
También, pasado el propio día de la festividad y de conformidad con una tradición que data de fines del siglo XVIII, la imagen es trasladada a la catedral de Cartago, ubicada en el centro de la ciudad, donde permanece hasta principios del mes de septiembre, cuando es devuelta a la Basílica de Los Ángeles, con una alegre y colorida procesión denominada popularmente la Pasada de La Negrita de los Ángeles.

## Robos en el Santuario
El Santuario de Cartago ha sido testigo de tres grandes robos:
- El primero fue en agosto de 1824, por el estudiante José Antonio Morales y fue devuelta días después al confesarse con el padre Antonio Pradó. Al parecer hubo móviles de carácter político.

- En noviembre de 1888 se produjo un segundo robo, dejaron la imagen pero se llevaron todos sus atuendos y vestimentas. Nunca se supo quienes fueron los ladrones y que se hicieron las joyas.

- En el tercer robo, el 13 de mayo de 1950, dos individuos hurtaron la imagen de la Virgen con su manto bordado y asesinaron al guardia Manuel Solano Torres. Dado el impacto en la sociedad costarricense, el presidente Otilio Ulate decretó tres días de duelo nacional. El 21 de mayo se halló la imagen sin su manto. En 1955, se condenó a cárcel por el robo a José León Sánchez,  y fue absuelto en 1999 de toda pena y responsabilidad por errores en el debido proceso.[2]